# TT226
| S38 | q · Y1 | r · S | w | A2 | A51 |

| S38 | q · Y1 | r · S | w | A2 | A51 |

TT226 (Theban Tomb 226) è la sigla che identifica una delle Tombe dei Nobili ubicate nell'area della cosiddetta Necropoli Tebana, sulla sponda occidentale del Nilo dinanzi alla città di Luxor, in Egitto. Destinata a sepolture di nobili e funzionari connessi alle case regnanti, specie del Nuovo Regno, l'area venne sfruttata, come necropoli, fin dall'Antico Regno e, successivamente, sino al periodo Saitico (con la XXVI dinastia) e Tolemaico.

## Titolare
TT226 era la tomba di:
| Titolare                      | Titolo                                | Necropoli           | Dinastia/Periodo                   | Note                                      |
| ----------------------------- | ------------------------------------- | ------------------- | ---------------------------------- | ----------------------------------------- |
| sconosciuto (forse Hekareshu) | Scriba reale, Supervisore delle balie | Sheikh Abd el-Qurna | XVIII dinastia (Amenhotep III) (?) | versante est della collina; sopra la TT60 |

## Biografia
Nessuna notizia ricavabile dalle poche rimanenze parietali.

## La tomba
TT226 si presenta molto danneggiata oltre che incompiuta; planimetricamente segue la struttura a "T" rovesciata tipica delle sepolture del periodo. Un corridoio, sulle cui pareti (1 in planimetria) è riportato il defunto (?) con due donne, immette in una sala trasversale con sei pilastri, di cui uno rimosso. Sulle pareti (2), il defunto in offertorio accanto a un braciere e, poco oltre (3), su due registri sovrapposti, portatori di offerte con tori inghirlandati, covoni di grano e quaglie. Su altra parete (4), rimossa, il defunto, preceduto da portatori di flabello, offre pettorali e bracciali al re Amenhotep III e alla regina Mutemwia seduti sotto un padiglione. Sul pilastro rimosso (5) il defunto con quattro figli di Amenhotep III (o forse di Thutmosi III) sulle ginocchia. Un corridoio immette in una sala non ultimata, e non decorata, perpendicolare alla precedente.

### Annotazioni
1. ↑  La numerazione dei locali e delle pareti segue quella di Porter e Moss 1927, p. 318.
2. ↑  La prima numerazione delle tombe, dalla numero 1 alla 253, risale al 1913 con l'edizione del "Topographical Catalogue of the Private Tombs of Thebes" di Alan Gardiner e Arthur Weigall. Le tombe erano numerate in ordine di scoperta e non geografico; ugualmente in ordine cronologico di scoperta sono le tombe dalla 253 in poi.
3. ↑  I campi della Duat, ovvero l'aldilà egizio, si trovavano, secondo le credenze, proprio sulla riva occidentale del grande fiume.
4. ↑  Nella sua epoca di utilizzo, l'area era nota come "Quella di fronte al suo Signore" (con riferimento alla riva orientale, dove si trovavano le strutture dei Palazzi di residenza dei re e i templi dei principali dei) o, più semplicemente, "Occidente di Tebe".
5. ↑  le Tombe dei Nobili, benché raggruppate in un'unica area, sono di fatto distribuite su più necropoli distinte.
6. ↑  Le note, sovente di inquadramento topografico della tomba, sono tratte dal "Topographical Catalogue" di Gardiner e Weigall, ed. 1913 e fanno perciò riferimento alla situazione dell'epoca.

### Fonti
1. 1 2  Porter e Moss 1927,  p. 327.
2. ↑  Gardiner e Weigall 1913.
3. ↑  Donadoni 1999,  p. 115.
4. 1 2  Gardiner e Weigall 1913, p. 36.
5. ↑  Gardiner e Weigall 1913, pp. 36-37.
6. ↑  Gardiner e Weigall 1913, p. 37.
7. ↑  Porter e Moss 1927,  p. 197.